# NGC 939
NGC 939 is een elliptisch sterrenstelsel in het sterrenbeeld Eridanus. Het hemelobject werd op 18 oktober 1835 ontdekt door de Britse astronoom John Herschel.

## Synoniemen
- PGC 9271
- ESO 246-11
- MCG -7-6-4